# No Sacrifice, No Victory
No Sacrifice, No Victory је седми студијски албум шведске групе Хамерфол који је изашао 20. фебруара 2009. године. Ово је први албум на ком се као соло гитариста појављује Понтус Норгрен. Ово је такође први албум на којем су гитаре наштимоване за цео степен ниже за разлику од свих осталих албума на којима су штимоване за пола степена ниже.

## Листа песама
1. "Any Means Necessary" - 3:37 (Јоаким Канс / Оскар Дроњак)
2. "Life Is Now" - 4:45 (Канс / Дроњак)
3. "Punish and Enslave" - 3:59 (Канс / Дроњак)
4. "Legion" - 5:38 (Канс / Дроњак)
5. "Between Two Worlds" - 5:30 (Дроњак)
6. "Hallowed Be My Name" - 3:58 (Канс / Дроњак)
7. "Something for the Ages" - 5:06 (Понтус Норгрен)
8. "No Sacrifice, No Victory" - 3:34 (Канс / Дроњак)
9. "Bring the Hammer Down" - 3:43 (Канс / Стефан Елмгрен)
10. "One of a Kind" - 6:16 (Канс / Dronjak / Јеспер Стромблад)
11. "My Sharona" (The Knack обрада) - 3:57

## Personnel
- Јоаким Канс - Главни и пратећи вокали
- Оскар Дроњак - Ритам, соло гитаре и пратећи вокали
- Понтус Норгрен - Ритам, соло гитаре и пратећи вокали
- Фредерик Ларсон - Бас гитара и пратећи вокали
- Андерс Јохансон - Бубњеви